# Eudule strigilis
Eudule strigilis là một loài bướm đêm trong họ Geometridae.